# Didrepanephorus bifalcifer
Didrepanephorus bifalcifer is een keversoort uit de familie bladsprietkevers (Scarabaeidae). De wetenschappelijke naam van de soort is voor het eerst geldig gepubliceerd in 1878 door Wood-Mason.